# چیلوشکا
چیلوشکا (به لهستانی:  Cieloszka) یک روستا در لهستان است که در گمینا توروشل واقع شده‌است. چیلوشکا ۴۱۸ نفر جمعیت دارد.